# 楊靖宇

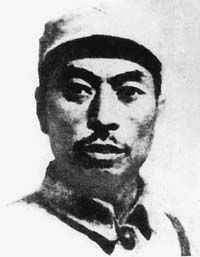
楊靖宇

楊 靖宇（よう せいう、拼音：Yáng Jìngyǔ、簡体字：杨 靖宇、1905年2月26日 - 1940年2月23日）は、中国東北部で活動していた抗日パルチザンの指導者。東北抗日聯軍第1路軍総司令。本名は馬尚徳。字は驥生。

## 経歴
河南省確山県生まれ。省立第一工業学校在学中に革命運動に参加する。1926年、中国共産主義青年団に加入。1927年に中国共産党へ入党し、確山県の農民暴動を指導して確山農民革命軍総司令となる。
1929年春に東北部へ派遣され、中共撫順特別支部書記。撫順の炭坑労働者の間で活動するが、すぐに逮捕される。満州事変後にハルビンから出獄した。東北反日総会の責任者となり、中共ハルビン市書記に任命。1932年4月、中共満州省委代理軍委書記。同年11月に磐石遊撃隊へ派遣される。1933年春、南満遊撃隊政治委員。
1933年9月に東北人民革命軍第1軍独立師が成立し、師長兼政治委員に就任した。1934年11月、東北人民革命軍第1軍軍長兼政治委員。1936年に東北人民革命軍から東北抗日聯軍に改編。同年6月に第1路軍総司令となる。
1939年、日満軍警による討伐が開始され、次第に追いつめられる。1940年2月に濛江県三道崴子で包囲され、投降を拒否して射殺された。解剖の結果、胃の中には野草の根と木の皮しかなかったという。遺体は日本軍に渡され、その死は大々的に宣伝された。
1946年2月14日、楊靖宇を記念して濠江県は靖宇県に改称された。1962年に同県城内に楊靖宇将軍記念館が開設され、1995年8月15日には戦死地に移転し、愛国主義教育の拠点となっている。

## 楊靖宇烈士陵園
楊靖宇の陵墓、楊靖宇烈士陵園は1954年、吉林省通化市東昌区靖宇路に建立された。
吉林省文物保護単位、愛国主義教育基地、国家4A級の観光地に指定されている。2016年12月、「全国赤色旅游景点景区名簿」に登録された。

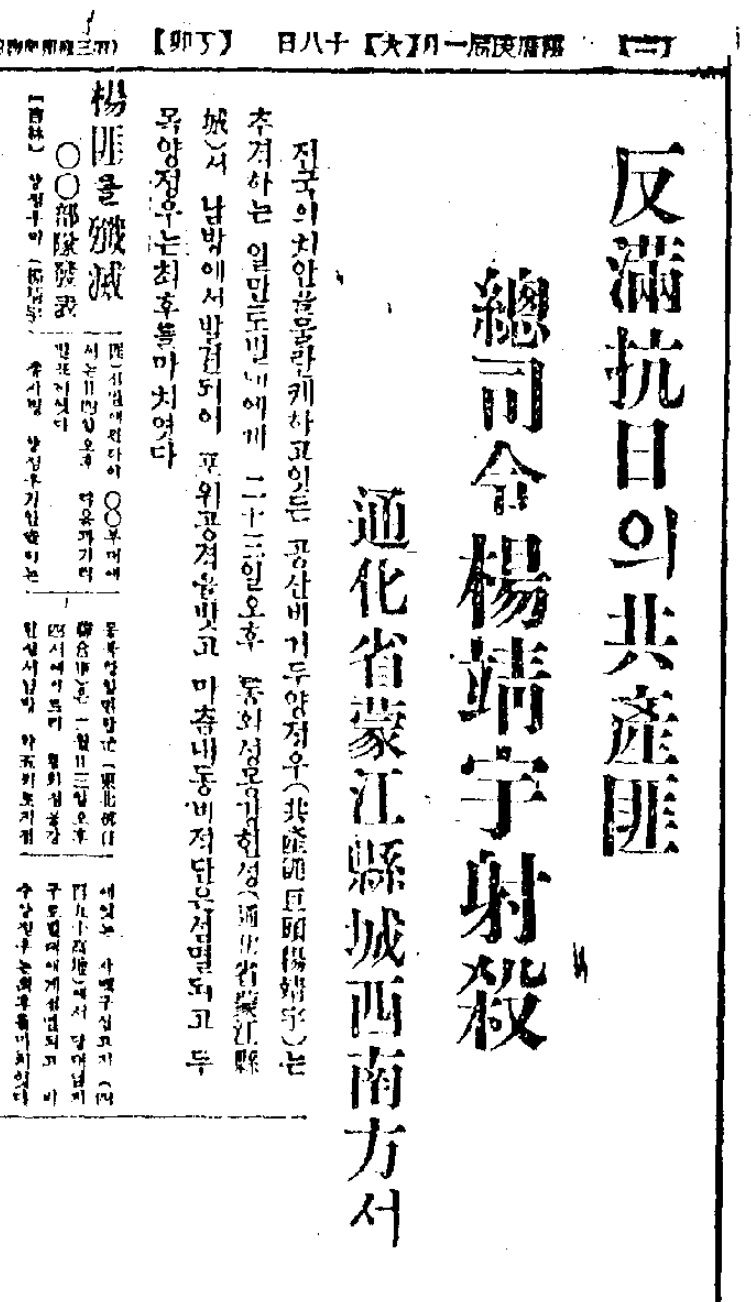
楊靖宇の死亡を伝える新聞
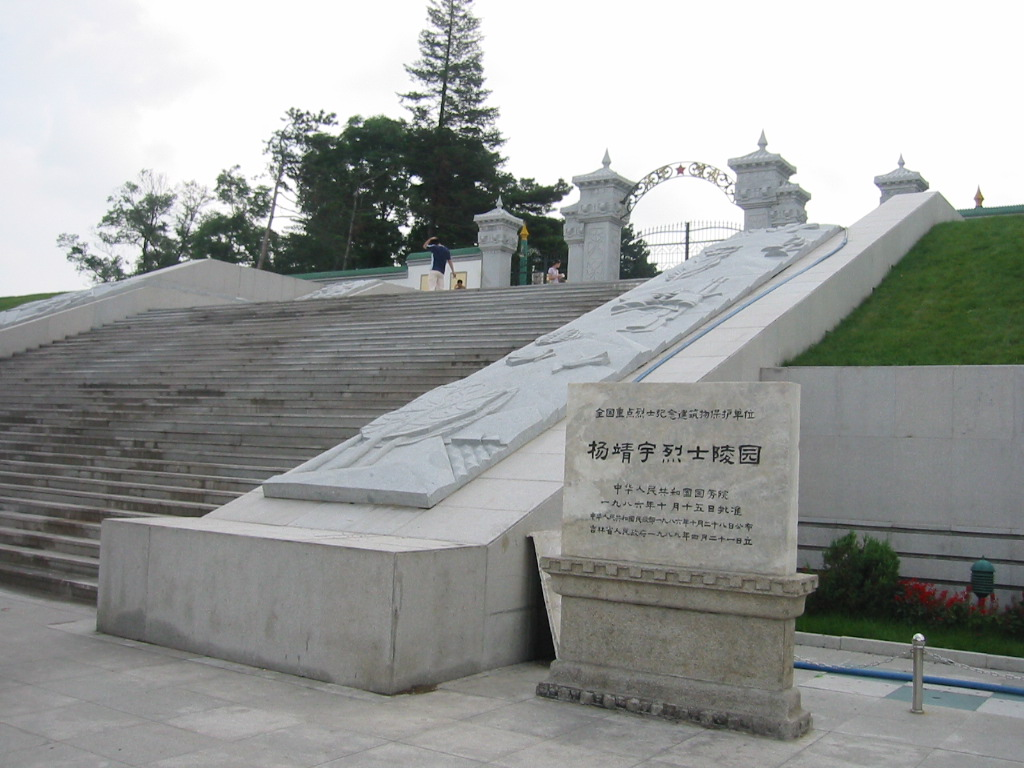
楊靖宇烈士陵園
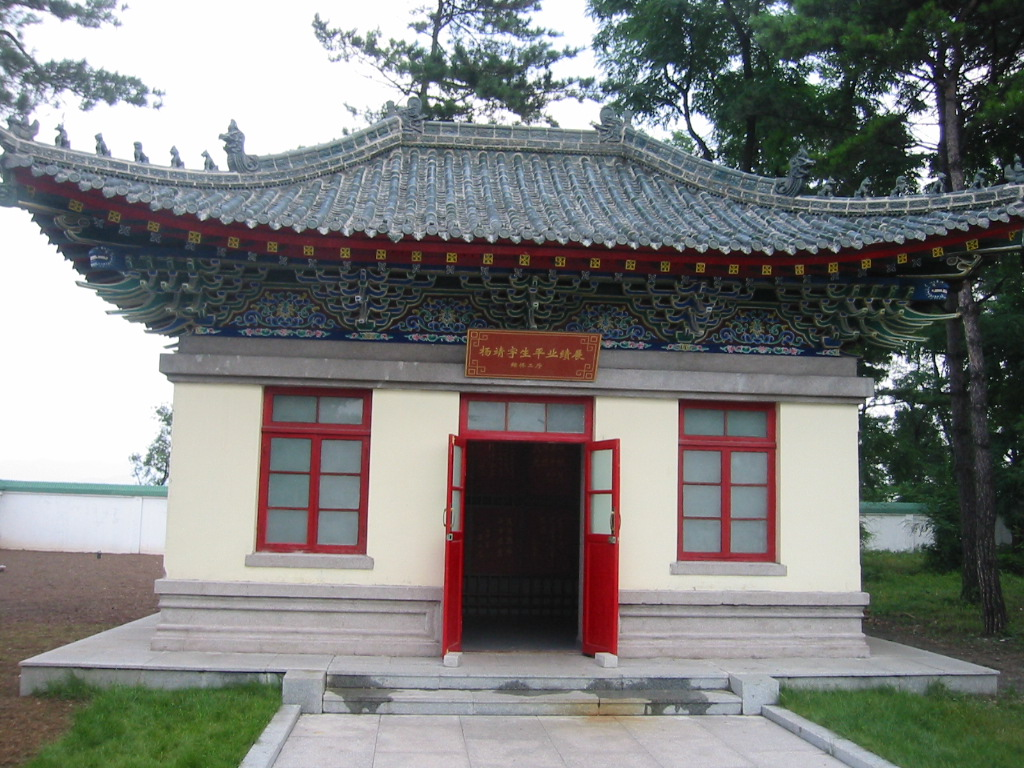
楊靖宇烈士陵園の陳列館
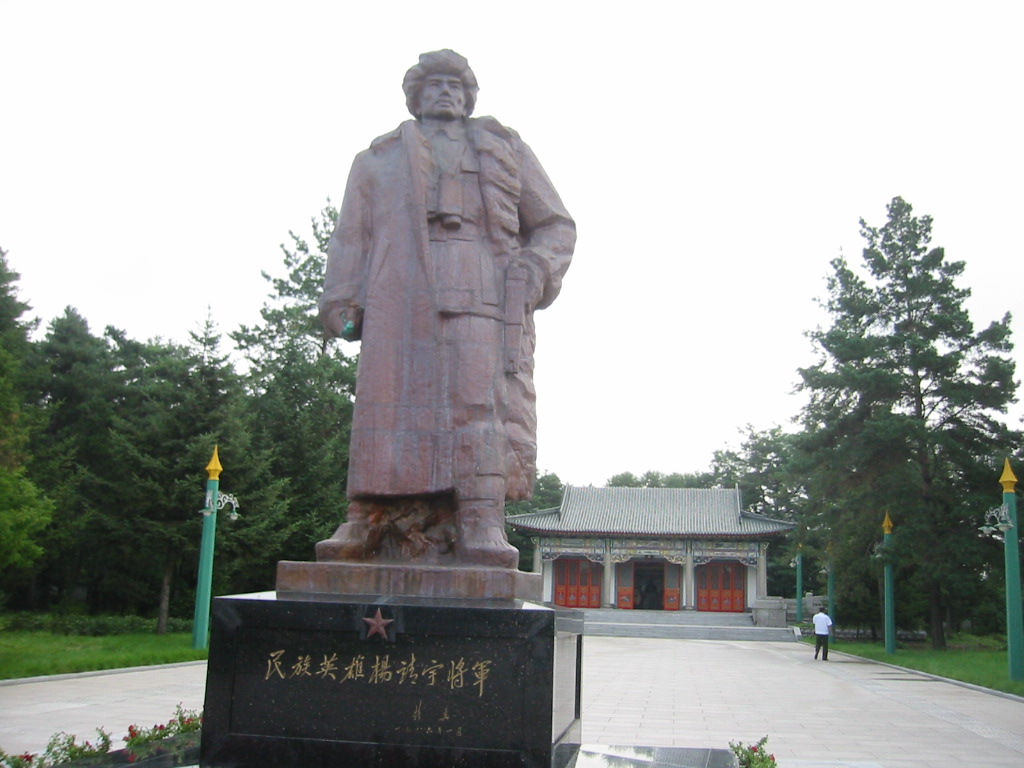
楊靖宇烈士陵園の楊靖宇像
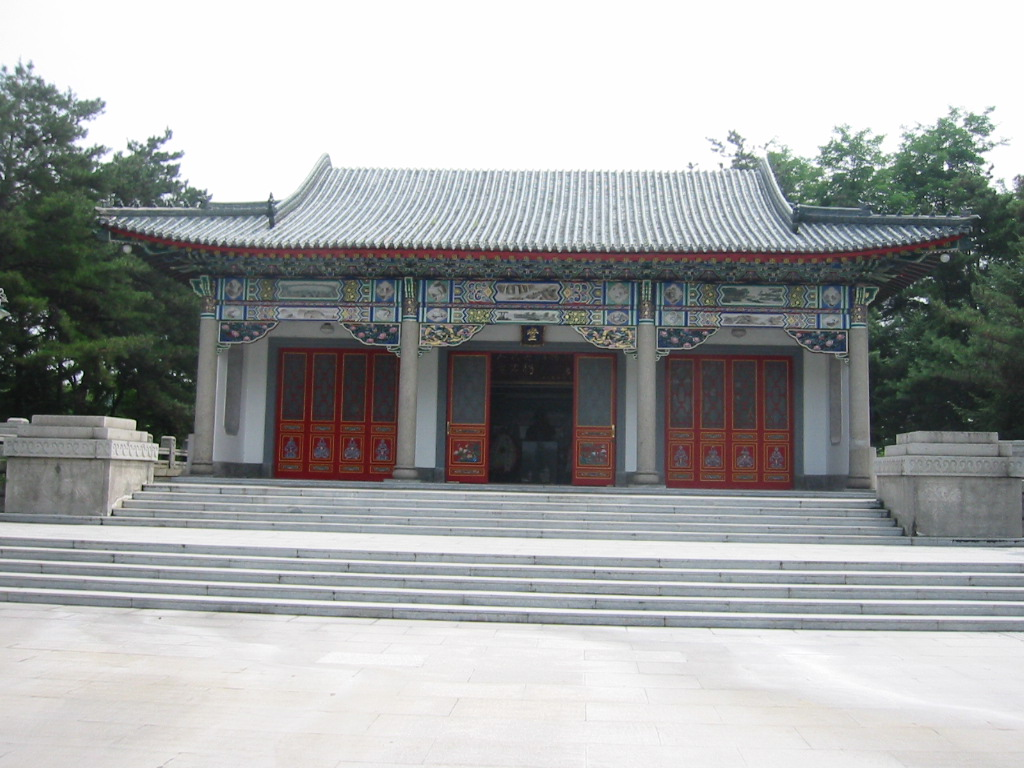
楊靖宇烈士陵園の霊堂
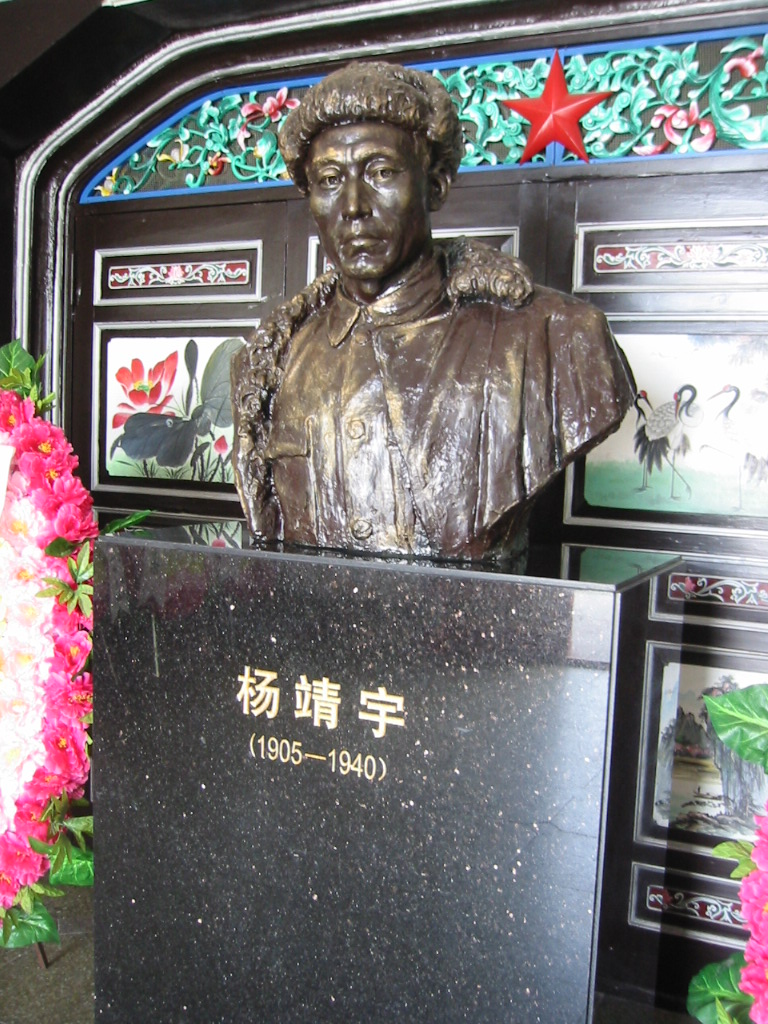
楊靖宇烈士陵園の霊堂にある楊靖宇像
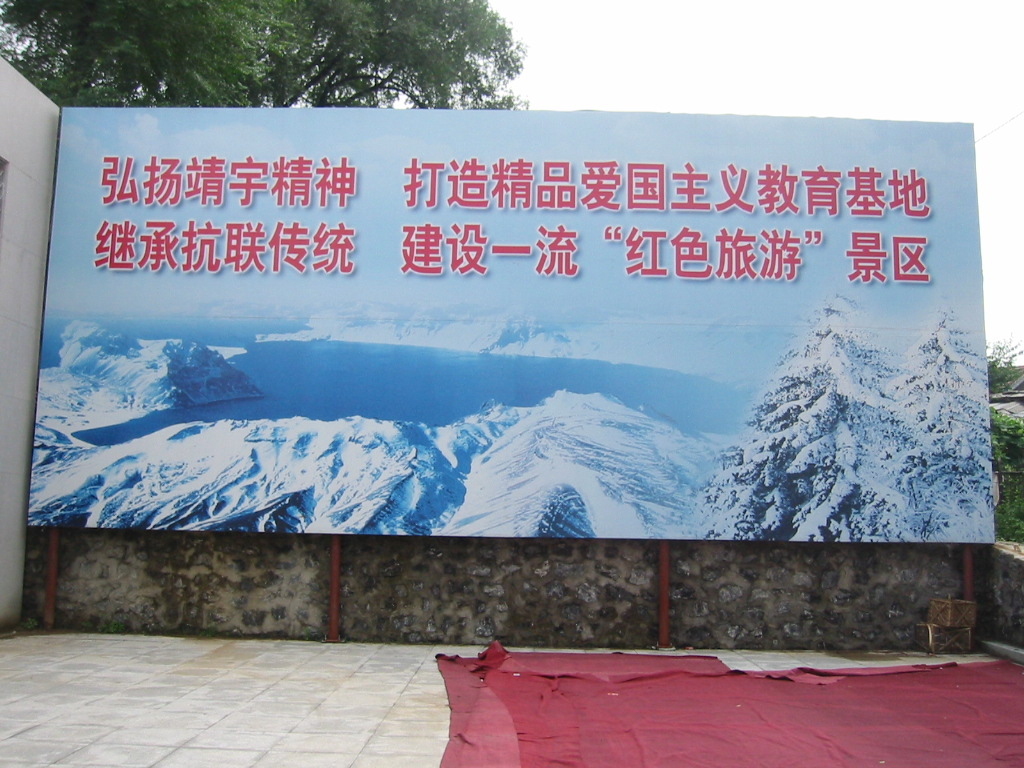
楊靖宇烈士陵園